# Лирфельд
Лирфельд (нем. Lierfeld) — община в Германии, в земле Рейнланд-Пфальц. 
Входит в состав района Айфель-Битбург-Прюм. Подчиняется управлению Арцфельд.  Население составляет 84 человека (на 31 декабря 2010 года). Занимает площадь 1,71 км².